# Матањано (Фиренца)
Матањано је насеље у Италији у округу Фиренца, региону Тоскана.
Према процени из 2011. у насељу је живело 125 становника. Насеље се налази на надморској висини од 195 м.